# Râul Alunișu, Țibleș
Râul Alinușu este un curs de apă, afluent al râului Țibleș. 